# NGC 7604
NGC 7604 (другие обозначения — PGC 70974, MCG 1-59-33, ZWG 406.48) — линзообразная галактика (S0) в созвездии Рыбы.
Этот объект входит в число перечисленных в оригинальной редакции «Нового общего каталога».